# فرودگاه فورت گود هوپ
فرودگاه فورت گود هوپ (به انگلیسی: Fort Good Hope Airport) یک فرودگاه همگانی باربری با کد یاتا YGH است که یک باند فرود شن دارد و طول باند آن ۱۱۹۹ متر است. این فرودگاه در کشور کانادا قرار دارد .

## شرکت‌های هواپیمایی و مقصدهای پروازی
| شرکت‌های هواپیمایی | مقصدهای پروازی                                               |
| ----------------- | ------------------------------------------------------------ |
| نورث-رایت ایرویز  | اینوویک مایک زوبکو، نورمن ولز, on demand service: کولویل لیک |

### باری
| شرکت‌های هواپیمایی | مقصدهای پروازی |
| ----------------- | -------------- |
| بافلو ایرویز      | یلونایف        |